# Trochosa magdalenensis
Trochosa magdalenensis là một loài nhện trong họ Lycosidae.
Loài này thuộc chi Trochosa. Trochosa magdalenensis được Embrik Strand miêu tả năm 1914.